# Álvaro Amaro
Álvaro dos Santos Amaro (* 25. Mai 1953 in Coimbra oder Ribamondego) ist ein portugiesischer Wirtschaftswissenschaftler und Politiker (PSD). Amaro ist seit über 30 Jahren in der konservativ-liberalen Partei aktiv und bekleidete für die Partei verschiedene Ämter, unter anderem war er Abgeordneter im Portugiesischen Parlament (1987–2001), Staatssekretär im Landwirtschaftsministerium, sowie Bürgermeister von Gouveia (2001–2013) und Guarda (2013–2019). Von 2019 bis 2023 war er Mitglied des Europäischen Parlaments.

## Leben
Álvaro Amaro wurde am 25. Mai 1953 in Coimbra (oder nach anderen Angaben in Ribamondego) geboren. Nach seiner Schulausbildung studierte Amaro Wirtschaftswissenschaften an der Universität von Coimbra, er schloss das Studium 1978 ab.

### Zeit als Abgeordneter und Staatssekretär
Nach einigen Jahren der beruflichen Tätigkeit, begann Amaro im November 1985 als Büroleiter für den Minister für Parlamentsangelegenheiten, Fernando Nogueira, des Kabinetts Cavaco Silva I zu arbeiten. Bei den vorgezogenen Parlamentswahlen 1987 kandidierte Amaro für ein Mandat bei den Wahlen zum portugiesischen Parlament im Wahlkreis Coimbra. Er wurde bei den Wahlen 1991 (ebenfalls im Wahlkreis Coimbra), 1995 und 1999 (beide im Wahlkreis Guarda) wiedergewählt.
Premierminister Aníbal Cavaco Silva berief ihn für sein zweites (1987–1991) und drittes Kabinett (1991–1995) zum Staatssekretär im Landwirtschaftsministerium. Amaro arbeitete in diesem unter den Landwirtschaftsministern Álvaro Barreto (1987–1990), Arlindo Cunha (1990–1994) und António Duarte Silva (1994–1995). Nachdem die Sozialisten nach der Wahl 1995 die Regierung übernahmen, widmete er sich mehr seiner Abgeordnetentätigkeit, und leitete von 1995 bis 1999 den Parlamentsausschuss für Lokalverwaltung, Umwelt, und Infrastruktur (Comissão Parlamentar do Poder Local, Ambiente e Equipamento Social).

### Bürgermeister von Gouveia und Guarda
Bei der Kommunalwahl im Dezember 2001 gewann Amaro das Amt des Bürgermeisters in der Stadt Gouveia. Er leitete das Rathaus von Gouveia für zwölf Jahre. Bei den Kommunalwahlen 2013 gewann Amaro das Amt des Bürgermeisters in der Stadt Guarda, die damit erstmals von einem PSD-Bürgermeister regiert wurde. Er wurde 2017 wiedergewählt.
Seit 2018 läuft ein Ermittlungsverfahren unter dem Namen „Rota Final“ der portugiesischen Kriminalpolizei gegen 18 Gemeindeverwaltungen im Zentrum und Norden Portugals. Im Rahmen dieses Ermittlungsverfahren wird unter anderem der Verdächtigung nachgegangen, dass Amaro gemeinsam mit den Bürgermeistern der Gemeinden Lamego und Armamar überhöhte Bus-Verträge mit dem Verkehrsunternehmen Transdev Portugal (Teil von Transdev Group) abgeschlossen sowie als „Vermittler“ für Busverträge mit anderen Gemeinden agiert haben soll. Im Gegenzug sollen Schmiergeldzahlungen geflossen sein. Um sein Mandat als Mitglied des Europaparlaments annehmen zu können (siehe folgenden Abschnitt) und die Untersuchungshaft zu vermeiden, bezahlte Amaro Ende Juni 2019 eine Kaution von 40.000 Euro.

### Wechsel ins Europaparlament
2019 gab Rui Rio, Parteivorsitzender der portugiesischen Sozialdemokraten, die Wahlliste der Partei für die Europawahl 2019 bekannt. Amaro wurde für den aussichtsreichen fünften Platz nominiert – als einziger Neuzugang für die Liste neben Lídia Pereira. Er gab sein Mandat als Bürgermeister von Guarda im April 2019 auf, sein Stellvertreter Carlos Alberto Monteiro folgte ihm in dem Amt nach.
Bei der Europawahl im Mai gewann die PSD mit knapp 22 Prozent sechs der 21 portugiesischen Mandate, darunter auch Amaro. Er trat gemeinsam mit den anderen PSD-Abgeordneten der Fraktion der EVP bei. Für die Fraktion war er Mitglied im Ausschuss für Landwirtschaft und ländliche Entwicklung sowie stellvertretendes Mitglied im Ausschuss für regionale Entwicklung.
Am 6. Juli 2023 legte er sein Mandat im Europaparlament nieder. Für ihn rückte Carlos Coelho nach.